# Стадіо Джузеппе Грезар
«Джузеппе Грезар» (італ. Stadio Giuseppe Grezar), також відомий як «Літторіо» (італ. Stadio Littorio), — багатофункціональний стадіон у місті Трієст, Італія. Був побудований в 1932 році, в 2005—2013 роках піддався серйозній реконструкції, з переорієнтацією арени з футбольної специфікації на легкоатлетичну. Був однією з арен чемпіонату світу з футболу 1934 року. Протягом 1932—1994 років виступав у якості домашнього стадіону для клубу «Трієстіна».

## Історія
Стадіон, названий «Літторіо» і розрахований на 25 000 глядачів, був урочисто відкритий 29 вересня 1932 року матчем між клубами «Трієстіна» — «Наполі», який завершився з рахунком 2:2. Арена будувалася спеціально до чемпіонату світу з футболу 1934 року і в рамках турніру прийняла один матч першого раунду між збірними Чехословаччини та Румунії (0:1). Після падіння режиму Муссоліні в 1943 році стадіон був перейменований в «ді Вальмаура» (італ. Stadio di Valmaura), за однойменним районом міста, в якому він розташовувався. Крім домашніх матчів «Трієстіни», на стадіоні гралися поєдинки національної збірної Італії, як першої так і молодіжних складів. У 1955 році збірна Італії приймала на «ді Вальмаура» збірну Туреччини, рахунок 1:1. У 1963 і 1968 роках стадіон ставав місцем проведення чемпіонатів Італії з легкої атлетики.
У 1967 році арена була перейменована на честь футболіста Джузеппе Грезара, гравця збірної Італії, який загинув в авіакатастрофі в Суперга в травні 1949 року. У 1968 і 1971 роках на арені грала свої поєдинки молодіжна збірна Італії.
У 1983 році на «Джузеппе Грезарі» відбулася гра між збірними Італії та Чехословаччини (2:1). Рекорд відвідуваності стадіону був встановлений 1 грудня 1974 року на матчі італійської серії D між клубами «Трієстіна» і «Понціана» (0:1), гру відвідало 20360 глядачів.
У 1994 році після переїзду команди «Трієстіна» на новий «Стадіо Нерео Рокко», стара арена використовувалась для матчів регіональних аматорських ліг. У 2005 році муніципалітет Трієста ухвалив рішення про переорієнтацію стадіону для потреб легкої атлетики, в 2013 році реконструкція була завершена.